# Dervis Állam
A Dervis Állam (szomáliul Dawlada Daraawiish, arabul: دولة الدراويش Dawlat ad-Darāwīsh) a XX. század elején egy Dhulbahante királyság volt. Az országot Mohammed Abdullah Hasszán, egy vallási vezető hozta létre, aki Afrika Szarván összeterelte a szomáli seregeket, és hozzá hű dervisekké alakította őket. Hasszán a derviseknek köszönhetően egy erős államot hozott létre, mely kiterjedt olyan területekre is, melyeket az Etiópiai Birodalom, a szomáli szultán és az európai hatalmak is kinéztek maguknak. A Dervis Állam hírnevet szerzett magának mind a muzulmán, mind az európai országok között, mert ellenállt olyan államoknak, mint a Brit Birodalom vagy Olaszország. A dervisek négy harcban is megvédték magukat a britekkel szemben, és arra kényszerítették a nyugatikat, hogy kivonuljanak a tengerparti vidékről. Hírnevének köszönhetően a központi hatalmak, mint az Oszmán vagy a Német Birodalom, szövetségesükként kezelték. Túlélte az Afrikáért folytatott hajszát, és ez volt az egyetlen olyan muzulmán erős ország a kontinensen, mely átvészelte az első világháborút. Miután negyed évszázadig sikeresen a tengerpartnál tartották a briteket, 1920-ban kénytelenek voltak feladni a függetlenségüket.

## Kezdetek

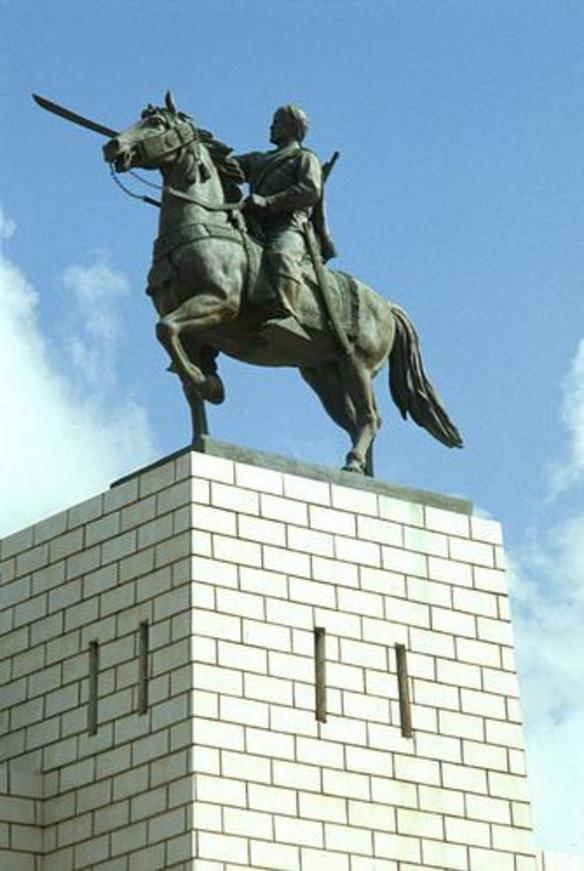
Mohamed Abdullah Hasszán szájid szobra Szomália fővárosában, Mogadishuban.

A XIX. század végén Európa legerősebb államai az afrikai hajsza alatt összegyűltek a berlini konferencián. A britek, az olaszok és az etiópiaiak érdekövezetekre osztották fel Nagy-Szomáliát, ezzel elvágták a régi nomád érintkezési kötelékeket és a szomáliai kulturális kapcsolatokat, melyek korábban a kikötő városokat összekötötték a szárazföld belsejével. II. Memelik etiópiai császár szomáli, 11.000 férfiból álló expedíciója mélyen behatolt a szomáliai Luuq körzetébe. Seregeit azonban a Geledi Szultanátus megverte, és csak 200 ember tért vissza élve. Az etiópiaiak ezután már nem hatoltak be Szomália belsejébe, de Ogaden népét továbbra sem hagyták nyugton. A több százezres állatállományukat gyakran megdézsmálták. Mivel a britek nem engedték, hogy a szomáliaknak fegyverük legyen, így Ogaden nomádjai tehetetlenek voltak Memelik seregeivel szemben. Az Abd Al-Rahman bin Ahmad al-Zayla'I és Uways al-Barawi, szomáli tudósok közreműködésével hamarosan újraélesztették az iszlámot Ázsiában és Kelet-Afrikában.  Az afgánok és a mahadista dervisek hatására nagy ellenállási mozgalmak indultak Szomáliában. Egy egykori nomád fiú, Mohamed Abdullah Hasszán, miután az iszlám világ több központjában is utazott, visszatért Szomáliába, és a sária rendet kezdte el hirdetni a városokban, ahol nagy sikert aratott.
1899-ben a brit fegyveres erők katonái találkoztak Hasszánnal, és egy rendes puskát adtak el neki. Mikor ennek elvesztéséről kérdezték őket, feletteseiknek azt mondták, Hasszán ellopta tőlük. 1899. Március 29-én a brit alkonzul egy nagyon rideg és sértő levelet írt neki, melyben arra hívta fel, hogy a fegyvert mihamarabb szolgáltassa vissza. Ez Hasszánt felbőszítette, és egy rövid, kurta válaszban visszautasította a vádakat. Miközben Hasszán valójában az etióp megszállókkal volt harcban, emiatt az összetűzés miatt a britekkel is harcba keveredett.